# Równanie Hamiltona-Jacobiego
Równanie Hamiltona-Jacobiego – postać równań ruchu, którą można utworzyć na podstawie hamiltonianu.
Ma ono postać równania różniczkowego cząstkowego na funkcję działania {\displaystyle S}:
{\displaystyle H\left(q_{1},q_{2},\dots ,q_{f},{\frac {\partial S}{\partial q_{1}}},{\frac {\partial S}{\partial q_{2}}},\dots ,{\frac {\partial S}{\partial q_{f}}},t\right)+{\frac {\partial S}{\partial t}}=0,}
gdzie {\displaystyle S} opisuje transformację
{\displaystyle p_{l}={\frac {\partial S(q,P,t)}{\partial q_{l}}},}
{\displaystyle Q_{l}={\frac {\partial S(q,P,t)}{\partial P_{l}}},}
która daje rozwiązania równań ruchu, w których {\displaystyle P} i {\displaystyle Q} pełnią rolę stałych całkowania.
Nazwa pochodzi od Williama Rowana Hamiltona i Gustava Jacobiego.

## Wyprowadzenie
Jest to metoda całkowania równań kanonicznych Hamiltona
|  |  | {\displaystyle {\dot {q}}_{l}={\frac {\partial H}{\partial p_{l}}},} |

|  |  | {\displaystyle {\dot {p}}_{l}=-{\frac {\partial H}{\partial q_{l}}},} |  | (1) |

dla {\displaystyle l=1,2,\dots ,f.}
Jeżeli przekształcenie kanoniczne
|  |  | {\displaystyle q_{l}=q_{l}(Q,P,t),} |

|  |  | {\displaystyle p_{l}=p_{l}(Q,P,t),} |  | (2) |

prowadzi do postaci funkcji Hamiltona niezależnej od nowych zmiennych kanonicznych, np.
|  |  | {\displaystyle {\bar {H}}(Q,P,t)=0,} |  | (3) |

równania Hamiltona przybierają postać
|  |  | {\displaystyle {\dot {Q}}_{l}={\frac {\partial {\bar {H}}}{\partial P_{l}}}=0,} |

|  |  | {\displaystyle {\dot {P}}_{l}=-{\frac {\partial {\bar {H}}}{\partial Q_{l}}}=0.} |  | (4) |

Ich rozwiązaniem jest więc po prostu
|  |  | {\displaystyle Q_{l}=\operatorname {const} =\alpha _{l},} |

|  |  | {\displaystyle P_{l}=\operatorname {const} =\beta _{l},} |  | (5) |

gdzie {\displaystyle \alpha _{l}} i {\displaystyle \beta _{l}} są stałymi całkowania.
Podstawiając te rozwiązania do transformacji (2) otrzymuje się ruch fazowy wyrażony w zmiennych {\displaystyle p} i {\displaystyle q{:}}
|  |  | {\displaystyle q_{l}=q_{l}(\alpha ,\beta ,t),} |

|  |  | {\displaystyle p_{l}=p_{l}(\alpha ,\beta ,t).} |  | (6) |

{\displaystyle 2f} stałych dowolnych można wyznaczyć z warunków początkowych
|  |  | {\displaystyle q_{l}(Q,P,t_{0})=q_{l0},} |

|  |  | {\displaystyle p_{l}(Q,P,t_{0})=p_{l0},} |  | (7) |

problem sprowadza się więc do znalezienia odpowiedniego przekształcenia.
Przyjmując, że przekształcenie to dane jest wzorem
|  |  | {\displaystyle p_{l}={\frac {\partial S(q,P,t)}{\partial q_{l}}},} |

|  |  | {\displaystyle Q_{l}={\frac {\partial S(q,P,t)}{\partial P_{l}}},} |  | (8) |

gdzie warunkiem, aby było to przekształcenia kanoniczne, jest
|  |  | {\displaystyle \left\|{\frac {\partial ^{2}S}{\partial q_{k}\partial P_{l}}}\right\|\neq 0} |

i wykorzystując (5) otrzymujemy
|  |  | {\displaystyle p_{l}={\frac {\partial S(q,\beta ,t)}{\partial q_{l}}},} |

|  |  | {\displaystyle \alpha _{l}={\frac {\partial S(q,\beta ,t)}{\partial \beta _{l}}}.} |  | (9) |

Następnie, wykorzystując fakt, że dla transformacji (8) zmianę hamiltonianu opisuje wzór
|  |  | {\displaystyle {\bar {H}}(Q,P,t)=H(q,p,t)+{\frac {\partial S}{\partial t}},} |  | (10) |

można rozwinąć (3) do postaci
|  |  | {\displaystyle H(q,p,t)+{\frac {\partial S(q,P,t)}{\partial t}}=0.} |  | (11) |

Wreszcie wstawiając (8) otrzymuje się równanie Hamiltona-Jacobiego:
|  |  | {\displaystyle H\left(q_{1},q_{2},\dots ,q_{f},{\frac {\partial S}{\partial q_{1}}},{\frac {\partial S}{\partial q_{2}}},\dots ,{\frac {\partial S}{\partial q_{f}}},t\right)+{\frac {\partial S}{\partial t}}=0.} |  | (12) |